# 市川青虎 (2代目)
二代目 市川 青虎（いちかわ せいこ、1983年（昭和58年）6月29日 - ）は、東京都豊島区出身の俳優、歌舞伎役者。屋号は澤瀉屋。定紋は四方澤瀉（弘太郎時代の定紋は雪輪に立澤瀉）。

## 人物
本名は三浦 弘太郎（みうら こうたろう）。落語家の錦笑亭満堂、NHKアナウンサーの渡邊佐和子、宝塚雪組の千風カレンは幼稚園の同窓である。
2歳の時、スーパー歌舞伎『ヤマトタケル』の初演を見て初代市川右近に憧れ、歌舞伎役者になる事を決意（本人談）。3歳の頃より基礎を身に付けるために、日本舞踊家で林流千永派家元である伯母の林千永に日本舞踊を習い始める。
11歳の時のスーパー歌舞伎へ出演。週一回『ヤマトタケル』の初代市川右近のタケルでヘタルベをつとめる。平成7年「市川猿之助七月大歌舞伎」『網模様燈篭菊桐』（小猿七之助）の日吉丸で市川弘太郎を名乗り三代目市川猿之助の部屋子となる。
猿之助の門下で日本舞踊紫派藤間流を修練。同派での名取名は「藤間弘大」。
熱烈な広島東洋カープファンである。
2022年に二代目市川青虎を襲名し幹部昇進。襲名に際しては初代青虎の墓前に報告し、家族から初代所有の浴衣や薬味箱、落款等を譲り受けた。
暴れん坊将軍などに、出演

## 年譜
- 1993年12月 第一回「市川右近の会」で『勧進帳』の太刀持ちで初舞台。
- 1995年4月 スーパー歌舞伎 『ヤマトタケル』のヘタルベで奨励賞受賞。
- 1995年7月 市川猿之助七月大歌舞伎 『網模様燈篭菊桐』（小猿七之助）の日吉丸で市川弘太郎を名乗る。
- 2007年 慶應義塾大学商学部卒業。
- 2008年12月 東京都主催の東京オリンピック・パラリンピック招致イベントで市川右近と『連獅子』を披露。
- 2009年2月 「猿遊会」のトークショーで入籍を発表。[6]
- 2015年3月　ユニクロと歌舞伎がコラボレーションした『Shochiku Kabuki and Uniqlo Project』に四代目市川猿之助と参加し東京、パリ、ロサンゼルス、ニューヨークなどの店舗にてポスターモデルを務めるなど、歌舞伎のデザインを元にしたTシャツやステテコなどが販売された。
- 2016年5月　ラスベガスのMGMグランドにて行われたラスベガス初となる歌舞伎公演『獅子王 ~Kabuki Lion~』に五代目中村歌六、七代目市川染五郎らと出演し語学力を生かし英語にて役を務める。
- 2017年4月　2017年度の広島カープの応援サポーターを務め連獅子の姿でプレイコールをする映像がMAZDA Zoom-Zoom スタジアム広島のカープ主催試合の際に使用される。また応援歌『それ行けカープ 〜若き鯉たち〜 』のファンリレー映像にも登場。
- 2017年9月　カープの本拠地MAZDA Zoom-Zoom スタジアム広島にて行われたカープ対タイガース戦にて国歌斉唱、始球式を務める。その際、客席にて試合を観戦していた故・津田恒美の妻・晃代さんを偶然にも発見し一緒に写真を撮影をしてもらったと後にブログに掲載された。
- 2018年 重要無形文化財（総合認定）に認定され、伝統歌舞伎保存会会員となる[7]。
- 2021年7月31日 - 8月1日　"遅ればせながら"自主公演「市川弘太郎の会」を開催（東京建物 Brillia HALL）。市川團子、中村七之助、中村鶴松らと猿之助四十八撰ノ内『義経千本桜』「吉野山」「川連法眼館の場」を上演[8]。
- 2022年1月　同年3月の歌舞伎座三月大歌舞伎『新・三国志』関羽篇の諸葛孔明役にて26年間名乗った市川弘太郎の名を改め、市川青虎の名跡を二代目として襲名することを発表[9]。

## 家系
母方の曾祖父は昭和初期の山窩小説家・三角寛、その娘婿である祖父は名画座池袋文芸坐の前経営者・三浦大四郎。その娘夫婦である両親は、雑司ヶ谷の曽祖父三角寛の旧邸を使って料亭「雑司が谷 寛」を経営（2019年12月26日閉店）。ラスベガス、ロサンゼルスで旅行業、飲食店を営む兄弟がいる。伯母は日本舞踊家で林流千永派家元である林千永。

## 受賞歴
- 奨励賞 ヤマトタケルのヘタルベ（1995年4〜6月）
- 国立劇場奨励賞 2007年3月